# Херцог
 Тази статия е за титлата.  За австрийския футболист вижте Андреас Херцог.  
Херцог (произлизащо от старонемското herizogo, първоначално – предводител, водач на войска (етимологията се вижда от съвременните думи Heer + Zog/ziehen)) – немска наследствена благородническа титла на владетел. В романските или романизираните езици на нея ѝ съответстват производните от латинското dux („лидер“, „водач“) титли duca (италиански), duc (френски), duque (испански и португалски) и duke (английски). „Херцог“ би могъл да се преведе на български със славянското „княз“ (макар че „херцог“ стои в строга йерархия с други благороднически титли като „граф“, „барон“ и под.). Жена херцог или съпругата на херцога се нарича херцогиня.